# Villanueva de Argaño
Villanueva de Argaño ist ein Ort und eine Gemeinde (municipio) mit 122 Einwohnern (Stand: 2024) in der Provinz Burgos in der nordspanischen Autonomen Region Kastilien-León. Die Gemeinde gehört zur Comarca Odra-Pisuerga.

## Lage
Villanueva de Argaño liegt in der kastilischen Hochebene (meseta) in einer Höhe von etwa 838 Metern ü. d. M. und etwa 22 Kilometer in westnordwestlicher Entfernung von der Stadt Burgos. Durch die Gemeinde führt die Autovía A-231 von Burgos nach León. 

## Bevölkerungsentwicklung
| Jahr      | 1910 | 1930 | 1950 | 1970 | 1981 | 1991 | 2001 | 2011 | 2021 |
| Einwohner | 276  | 246  | 260  | 146  | 124  | 116  | 122  | 110  | 114  |

## Wirtschaft
Die Region ist seit Jahrhunderten wesentlich von der Landwirtschaft geprägt; die Bewohner früherer Zeiten lebten hauptsächlich als Selbstversorger, aber auch Handwerk und Kleinhandel spielten eine Rolle. Ein Schwerpunkt lag auf der Anzucht von Bäumen aller Art, die letztlich in ganz Zentralspanien angepflanzt wurden.

## Sehenswürdigkeiten
- Kirche Mariä Himmelfahrt (Iglesia de Nuestra Señora de la Asunción)